# Švýcarská němčina

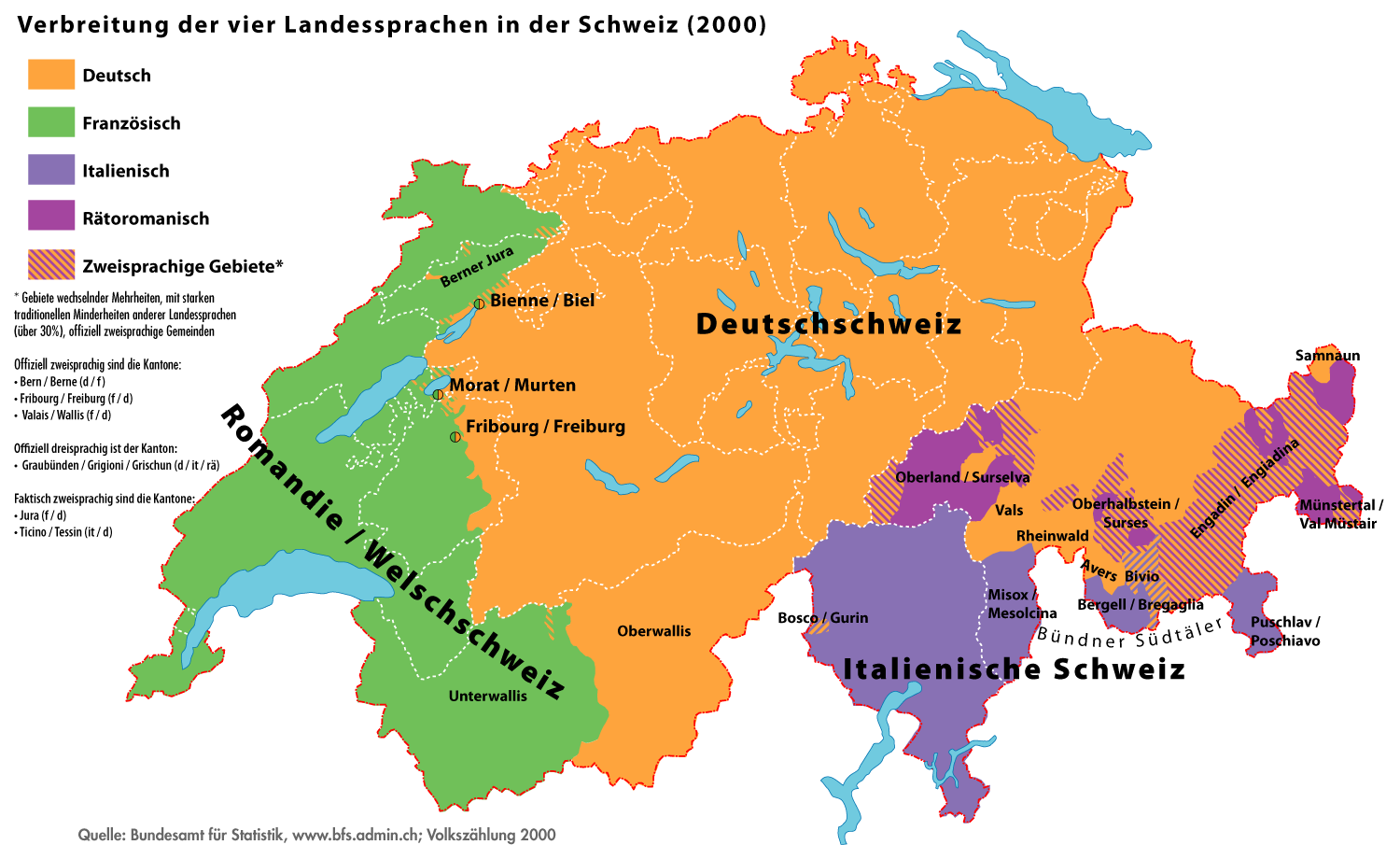
Jazyková situace ve Švýcarsku. Oblast dialektů švýcarské němčiny je označena oranžově, oblast dialektů francouzštiny zeleně, oblast dialektů italštiny fialově a oblast dialektů retorománštiny světlefialově(purpurově). Můžete mimo jiné vidět, že hranice mezi jazyky neodpovídá hranici kantonů.

Výraz švýcarská němčina (příp. švýcarština, orig. Schwyzerdüütsch, Schwizerdütsch nebo Schwiizertüütsch) označuje všechny dialekty alemanštiny (především horní alemanštiny a nejvyšší alemanštiny), kterými se mluví ve Švýcarsku, respektive jeho německojazyčné části. (Různými dialekty alemanštiny mluví kromě asi 60 % obyvatel Švýcarska i většina obyvatel Lichtenštejnska a část obyvatel Německa (ve spolkových zemích Bádensko-Würtembersko a Bavorsko) a Rakouska (ve Vorarlbersku) jako mateřským jazykem.) Je však třeba mezi tyto dialekty nezahrnovat švýcarskou variantu spisovné němčiny, jež se od té používané v Německu liší pouze v detailech.

## Dělení
Do švýcarské němčiny se řadí mj. tyto dialekty alemanštiny:
- basilejská alemanština – dialekt Basileje a jejího okolí, jde o dialekt patřící do dolní alemanštiny
- většina dialektů horní alemanštiny, např.:
  - bernština – dialekt Bernu a jeho okolí
  - curyština – dialekt Curychu a jeho okolí
- většina dialektů nejvyšší alemanštiny, např.:
  - valiština – dialekt švýcarského kantonu Wallis

Toto dělení je ale jen velmi přibližné, většina mluvících označuje dialekt, kterým hovoří, podle jména příslušného kantonu, byť i v rámci těch se často – zejména ve vnitřních Alpách – vyskytují zřetelné rozdíly.

## Švýcarská němčina
Švýcarská němčina je pro 4,3 miliony Švýcarů univerzálním prostředkem každodenní mluvené komunikace s výjimkou zvykem nebo dohodou stanovených situací, kdy se při mluveném projevu použije spisovná němčina (často např. při školní výuce, jednáních parlamentu, v médiích). Použití dialektu není vyhrazeno určité sociální vrstvě, je naopak určitým projevem, kterým se německy mluvící Švýcaři vzájemně ujišťují ve své národní sounáležitosti [zdroj?] bez třídních rozdílů.
Regionální formy švýcarštiny jsou pestré, neexistuje jednotná forma Schwyzerdüütsch. I proto se příliš nerozšířila psaná podoba dialektu. Místo psaného dialektu se německy mluvící Švýcarsko v 19. století dohodlo na používání spisovné němčiny; spatřuje se v tom i lepší možnost udržet si přímý kontakt s bohatou německou kulturou včetně obchodních styků. Někteří lidé ale i dnes píší neoficiální texty v dialektu, obzvlášť mezi školní mládeží je tento styl oblíbený. Jsou také lidoví spisovatelé a dramatici, kteří píší ve švýcarské němčině. Rovněž v lidové hudbě a pop-music německého Švýcarska – pokud se v pop-music nezpívá anglicky – je dialekt pravidlem.
Mnozí Švýcaři mají silný pocit osobní identifikace s variantou dialektu, kterou používají. Přistěhovalí cizinci zase v jeho užívání často spatřují možnost prokázat dobrou integraci, což je tak také většinou "domácími" vnímáno. Na druhou stranu ovšem jsou někteří cizinci na jeho používání odkázáni, protože jim jejich životní situace neumožnila naučit se spisovnou němčinu, dialekt si osvojili v běžném životě odposlechem.

## Spisovný jazyk
Pro spisovnou němčinu jsou ve Švýcarsku charakteristické některé regionální odchylky. Je zde větší vliv francouzštiny a italštiny na slovní zásobu i výslovnost, rozdíly jsou v tvoření slov. Znak ostrého s (ß) se při psaní nepoužívá, je důsledně nahrazováno ss. V mluvené podobě je pro švýcarské mluvčí typická „melodičnost“ a vliv dialektální výslovnosti na spisovnou němčinu.

## Historie
Před druhou světovou válkou byl kladen důraz na přesné užívání spisovné němčiny (zvláště v politickém prostředí). S nástupem nacismu v Německu a uprostřed spekulací o nestrannosti Švýcarska po válce byl zaznamenán hromadný odklon od spisovné němčiny v ústním styku; začalo se naopak dbát na udržování čistoty dialektu. Dnes je Schwyzerdüütsch (v jakémkoli z nářečí) ve švýcarském Federálním shromáždění běžně ke slyšení spolu s francouzštinou, spisovnou němčinou, italštinou a rétorománštinou. V televizi i v rádiích je Schwyzerdüütsch rovněž zcela běžným jazykem, zvláště v médiích regionálního rozsahu. Ve spisovné němčině se zásadně přednášejí zprávy, ale již následující předpověď počasí bývá v dialektu. V diskuzích se političtí zástupci (hlavně na komunální úrovni) nemnohdy předbíhají v lepším a typičtějším užití jednotlivých nářečí Schwyzerdüütsch. Výjimkou však nejsou ani politici užívající při oficiálních příležitostech spíše spisovnou němčinu (zvláště členové tzv. Federální rady/vlády – při zasedáních tohoto sedmičlenného grémia je formální styl, vč. vykání a užívání spisovného jazyka předpis).

## Příklady

### Číslovky
| Švýcarskoněmecky | Česky |
| äis              | jeden |
| zwöi             | dva   |
| drü              | tři   |
| vier             | čtyři |
| füüf             | pět   |
| sächs            | šest  |
| sebe             | sedm  |
| acht             | osm   |
| nün              | devět |
| zäh              | deset |

## Vzorový text

### Všeobecná deklarace lidských práv
| švýcarská němčina | Alli Mönshe send frey ond geboore met gliicher Wörd ond gliiche Rächt. Si send xägnet met Vernonft ond Gwösse ond sölled enand e brüederlechem Gäisht begägne.       |
| němčina           | Alle Menschen sind frei und gleich an Würde und Rechten geboren. Sie sind mit Vernunft und Gewissen begabt und sollen einander im Geist der Brüderlichkeit begegnen. |
| česky             | Všichni lidé se rodí svobodní a sobě rovní co do důstojnosti a práv. Jsou nadáni rozumem a svědomím a mají spolu jednat v duchu bratrství.                           |